# Progradungula otwayensis
Progradungula otwayensis is een spinnensoort uit de familie Gradungulidae. De soort komt voor in Victoria.